# Irina Děněžkinová
Irina Děněžkinová (rusky Ирина Денежкина, * 31. října 1981, Jekatěrinburg, Sverdlovská oblast, SSSR) je ruská spisovatelka.

## Život
V roce 2003 ukončila studium žurnalistiky v Jekatěrinburgu.

### Publikační činnost (výběr)

#### České a slovenské překlady
- Dej mi! (orig. 'Дай мне!', 2002[3]). 1. vyd. Bratislava: Ikar, 2005. 159 S. Překlad: Barbora Gregorová (Pozn.: kniha pojednává o sexu)